# Rob Roos

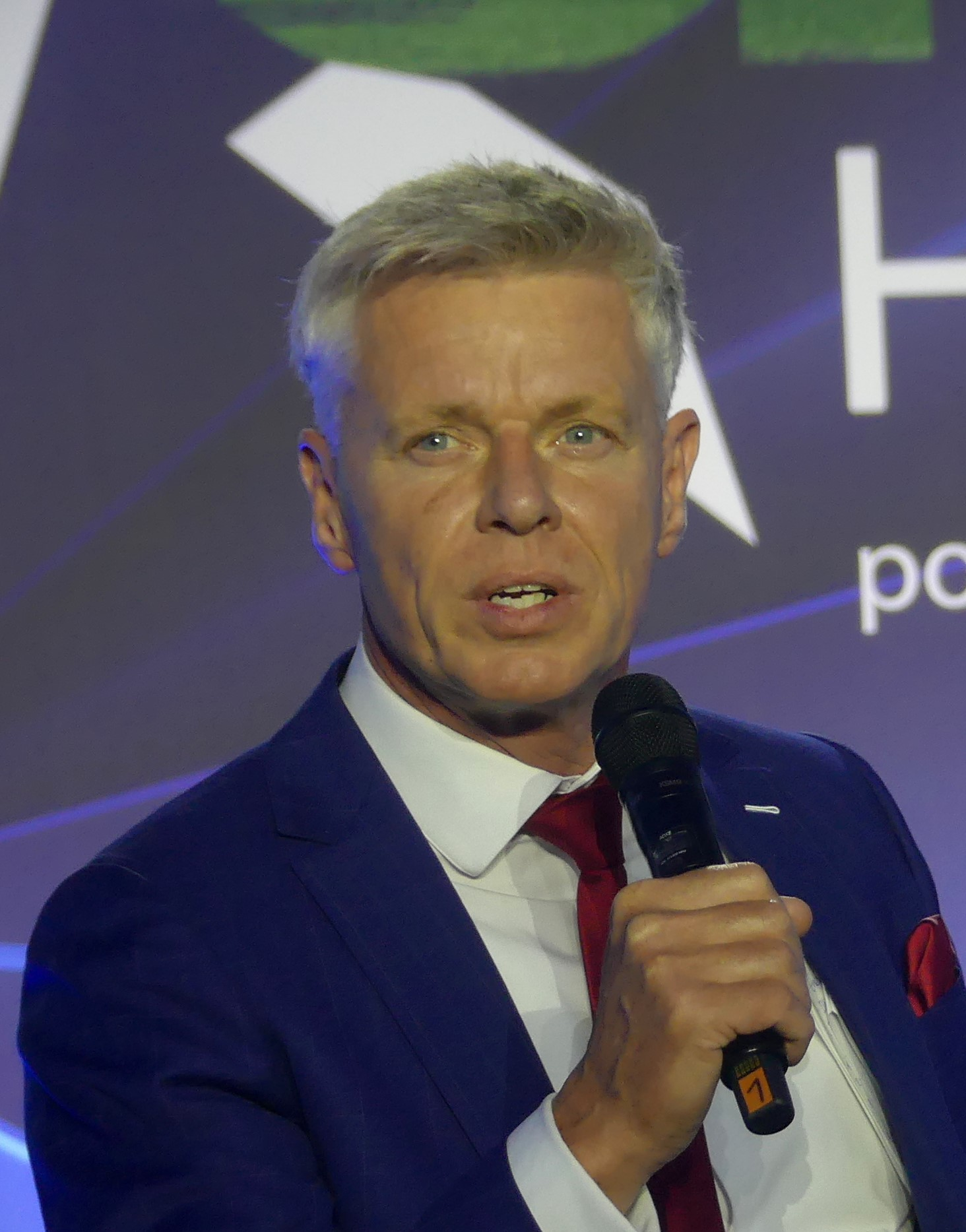
Rob Roos em 2023 durante um evento na Hungria

Robert Roos (Roterdão, 2 de agosto de 1966) é um político conservador holandês que actua como membro do Parlamento Europeu (MEP) para o partido político JA21. Ele é vice-presidente do grupo dos Reformistas e Conservadores Europeus.
Desde 2023 que manifesta-se contra a política de "Grande Reposição Alimentar" da UE, pediu o fim da Lei de Restauração da Natureza e da Agenda 2030, assim como criticou a política da UE de introduzir insetos nos alimentos e sem rotulagem clara, cujas acções, segundo ele, destroem os agricultores e a agricultura convencional pelo ideal de uma utopia livre de CO2.